# Хуліо Енсісо
Хуліо Сесар Енсісо Еспінола (ісп. Julio César Enciso Espínola, нар. 23 січня 2004, Каагуазу, Парагвай) — парагвайський футболіст, півзахисник англійського «Брайтон енд Гоув Альбіон» та національної збірної Парагваю.

## Ігрова кар'єра

### Клубна
У віці 11 - ти років Хуліо Енсісо приєднався до футбольної академії столичного клубу «Лібертад». У березні 2019 року футболіст дебютував в основі команди у матчі чемпіонату Парагваю і став наймолодшим гравцем в історії клубу.
Влітку 2022 року Енсісо перейшов до англійського «Брайтон енд Гоув Альбіон», з яким підписав чотирирічний контракт і в серпні у матчі Кубка Ліги дебютував в першій команді. У жовтні, вийшовши на заміну у матчі проти «Челсі» Енсісо зіграв свою першу гру в Прем'єр-лізі. Гол, забитий парагвайцем 23 травня 2023 року у ворота «Манчестер Юнайтед» був визнаний кращим голом сезону 2022/23.

### Збірна
У червні 2021 року у матчі Кубка Америки проти команди Болівії Хуліо Енсісо дебютував у складі національної збірної Парагваю.

## Титули
Лібертад
 Чемпіон Парагваю: 2021 (Апертура)
 Переможець Кубка Парагваю: 2019
Індивідуальні
- Кращий гол сезону в АПЛ 2022/23